# Яків Ворагінський

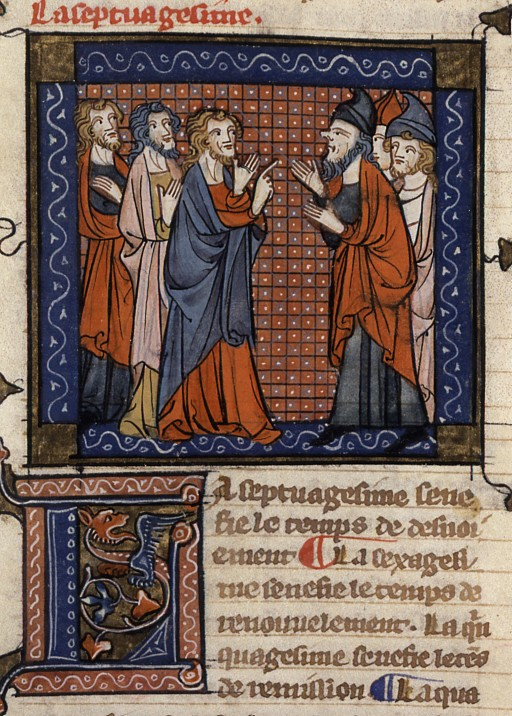
Сторінка з рукописного видання «Золотої легенди»

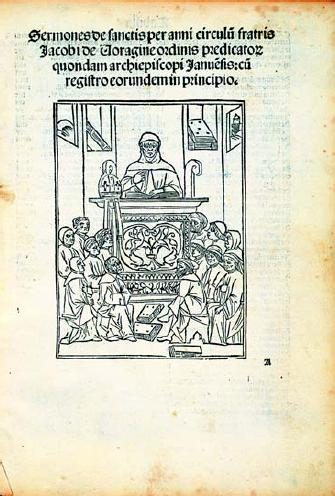
Яків Ворагінський, Sermones de sanctis de tempore, видання 1497 року (Національна бібліотека Польщі)

Яків Ворагінський, Яків Ворагинський, Якопо да Варацце, де Ворагіне, Яків з Ворагіна, Яків Генуезець (лат. Jakobus de Voragine, італ. Jacopo da Varazze) (бл. 1225–1230, Варацце, поблизу Генуї — 13 або 14 липня 1298, Генуя) — чернець-домініканець, італійський духовний письменник, автор знаменитого збірника житій святих «Золота легенда».

## Біографія
Яків Ворагінський народився між 1225 і 1230 у Варацце, поблизу Генуї (Лігурія, Італія).
1244 року, під час перебування в Генуї, вступив в орден домініканців. Проживав у монастирі Святої Марії в Кастелло. У 1246—1252 роках навчався в Болонському університеті. З 1252 року був «лектором» в одному з монастирів Генуї. Почав працювати над «Золотою легендою» з 1260 року й працював аж до смерті у 1298 році.
1267 року був обраний провінціалом Ломбардії (на той час — майже всієї Північної Італії). На цій посаді працював до 1277 року, а потім ще у 1283—1285 роках. Під час соборів 1288 і 1290 років представляв на них свою провінцію.
1288 року місто Генуя направило Якова Ворагінського з місією до папи Миколая IV, аби той скасував відлучення від церкви генуезців, яких було таким чином покарано за підтримку Сицилії проти Карла II Анжуйського.
З 1292 року був обраний архієпископ Генуї. Як папський посланець неодноразово виступав посередником у конфлікті Венеціанської республіки з Генуєю.
Помер у липні 1298 року в Генуї. За його заповітов, гроші, виділені на його похорон, було роздано бідним, а похорон пройшов якомога скромніше.
11 травня 1816 року папа Пій VII канонізував його до лику блаженних, його реліквії були перенесені на батьківщину, в Варацце. День пам'яті — 13 (14) липня.

## Творчість
Автор першого перекладу Біблії народною італійською мовою, що залишився неопублікованим, а також «Sermones quadragesimales et dominicales» (Венеція, 1589; Тулуза, 1874–1876). Збереглися також збірки його проповідей.
Найвідоміший твір Ворагінського — збірник житій святих «Золота легенда» («італ. Legenda aurea sive historia Lombardica»). Цей збірник, складений у 1250-і роки, почасти за письмовими джерелами, а почасти за усними народними переказами, в епоху середньовіччя набув широкого поширення й був перекладений майже всіма європейськими мовами.

## Твори
- Sermones de sanctis de tempore
- Defensorium contra impugnantes Frates Praedicatores
- Summarium virtutum et vitiorum
- De operibus et opusculis Santi Augustini
- Хроніка Генуї
- Legenda sanctorum, або Legenda aurea чи Historia lombardica
- Historia de Septem dormientibus